# Kanton Argenteuil-1
Der Kanton Argenteuil-1 ist seit 2015 ein französischer Wahlkreis für die Wahl des Départementrats in den Arrondissements Argenteuil und Sarcelles, im Département Val-d’Oise und in der Region Île-de-France; sein Bureau centralisateur befindet sich in Argenteuil.

## Gemeinden
Der Kanton besteht aus drei Gemeinden und Gemeindeteilen mit insgesamt 59.277 Einwohnern (Stand: 1. Januar 2022) auf einer Gesamtfläche von 10,16 km²:
| Gemeinde            | Einwohner 1. Januar 2022 | Fläche km² | Dichte Einw./km² | Code INSEE | Postleitzahl | Arrondissement |
| ------------------- | ------------------------ | ---------- | ---------------- | ---------- | ------------ | -------------- |
| Argenteuil          | 11.208                   | 2,96       | 3.786            | 95018      | 95100        | Argenteuil     |
| Saint-Gratien       | 21.297                   | 2,42       | 8.800            | 95555      | 95210        | Sarcelles      |
| Sannois             | 26.772                   | 4,78       | 5.601            | 95582      | 95110        | Argenteuil     |
| Kanton Argenteuil-1 | 59.277                   | 10,16      | 5.834            | 9501       | –            | –              |

1. ↑   Nur der nordwestliche Teil der Gemeinde, der Rest verteilt sich auf die Kantone Argenteuil-2 und Argenteuil-3.